# Diplazium wahauense
Diplazium wahauense är en majbräkenväxtart som beskrevs av Masahiro Kato, Deddy Darnaedi och Kunio Iwatsuki.
Diplazium wahauense ingår i släktet Diplazium och familjen Athyriaceae. Inga underarter finns listade i Catalogue of Life.